# Михайленко Анатолій Григорович
Анато́лій Григо́рович Михайленко (* 22 квітня 1939, Карлівський район — † 7 липня 2007), український письменник, лауреат республіканської журналістської премії ім. Ярослава Галана (1974), заслужений журналіст України (1991).

## Життєпис
Народився на висілку Володимирівка Варварівської сільської ради, сучасної Максимівської сільської ради. 1956 року закінчив Варварівську середню школу, 1961 року — Київський державний університет, журналіст.
В 1961—1993 роках працював у редакціях газет УРСР та України — літературний працівник, завідувач відділу обласної молодіжної газети «Київський комсомолець», завідував відділом публіцистики республіканської газети — органу ЦК ЛКСМУ — «Молодь України», був головним редактором видавництва «Веселка».
Учасник ліквідації аварії на Чорнобильській АЕС першої категорії.
У 1984—1993 роках — головний редактор журналу «Україна» та англомовного місячного додатку «Ukraine».
З 1993 року — редактор відділу літератури, культури, мистецтва та політики газети «Вісті Центральної спілки споживчих товариств України». У 1994 році — офіційний кореспондент українського тижневика в Австралії «Вільна думка».
В 1993—1994 роках працював головним консультантом Секретаріату Верховної Ради України, 1993-го призначений членом Національної ради з питань телебачення і радіомовлення.
2001 — лауреат Ліги меценатів України ім. Дмитра Нитченка, 2004 — премії ім. Дмитра Луценка «Осіннє золото».

## Твори
Написав збірки повістей та оповідань:
- «Вірність»
- «Береги дитинства»
- «Вода вербової криниці»
- «Четвертий день шторму»
- «Ранні конвалії»
- «Останній поворот»
- «Ордалія»
- «Живі камінчики»
- «Хроніка льодового рейсу»

Романи:
- «Дорога, пройдена двічі»
- «Пливе мій човен»

Опублікував ряд публіцистичних та документальних книжок-вражень від поїздок до зарубіжних країн, статей на чорнобильську тему.
Був упорядником книги творів українських письменників Австралії Рідні голоси з далекого континенту"  (1993). Здійснив літературний запис та впорядкування книги Раїси Кириченко «Я козачка твоя, Україно».
1983 року студія «Укртелефільм» зняла за його повістю «Обеліск» повнометражний художній фільм «Довге відлуння».
З 2013 року Карлівська центральна районна бібліотека носить його ім'я.
Література
- «Робота пошукового загону „Ліра“ Варварівської ЗОШ 1-3 ступенів»